# Trophy European Pentathlon
Die Fünfkampf-Europameisterschaften für Nationalmannschaften, bekannter und allgemein gebräuchlich unter dem Namen TEP (Trophy European Pentathlon), war eine internationale Turnierserie im Karambolage die erstmals zur Saison 1966/67 veranstaltet wurde. Bis auf 1989 (Nykøbing Falster, Dänemark) fand die WM im niederländischen Amersfoort statt. Rekordsieger ist Belgien mit sechs Goldmedaillen.

## Geschichte
Bis 1984/85 fand die Europameisterschaft in einem 2-Jahres-Turnus, immer im November/Dezember, statt, danach nur noch zwei Mal bis 1991. Gespielt wurden die Disziplinen Freie Partie, Cadre 47/2 (ab 1976 47/1) und 71/2, Einband und Dreiband. Jedes Team bestand aus fünf Spielern, so konnte jeweils ein „Disziplinspezialist“ je Team eingesetzt werden, da nicht jeder Spieler gleich gut in allen Disziplinen war.

## Modi
Folgende Modi wurden während der Turnierserie gespielt:
| Jahr      | Freie Partie | Cadre 47/2  | Cadre 71/2  | Einband     | Dreiband    |
| --------- | ------------ | ----------- | ----------- | ----------- | ----------- |
| 1966–1974 | 500          | 400         | 300         | 200         | 60          |
| Jahr      | Freie Partie | Cadre 47/1  | Cadre 71/2  | Einband     | Dreiband    |
| 1976–1982 | 500          | 300         | 300         | 200         | 60          |
| 1984      | 400          | 250         | 250         | 150         | 50          |
| 1989      | 2 GS bis 100 | 2 GS bis 60 | 2 GS bis 60 | 2 GS bis 50 | 2 GS bis 15 |
| 1991      | 400          | 200         | 200         | 150         | 50          |

## Turnierstatistik
| Nr. | Saison  | Ort              | Gold | Silber                                                                                               | Bronze                                                                                               |
| --- | ------- | ---------------- | --- | --- | --- |
| 1   | 1966/67 | Amersfoort       | Niederlande - Hans Vultink - Henk Scholte - Tini Wijnen (Ausfall) - Bert van Nijnatten (Ersatz) - Henk de Kleine - Jan Doggen           | Belgien - John van den Branden - Jos Vervest - Tony Schrauwen - Ludo Dielis - Jos Janssen            | Deutschland - Günter Siebert - Dieter Müller - Siegfried Spielmann - Ernst Rudolph - August Tiedtke  |
| 2   | 1968/69 | Amersfoort       | Belgien - Jos Vervest - Léo Corin - Tony Schrauwen - Ludo Dielis - Raymond Ceulemans                                                    | Niederlande - Henk Scholte - Tini Wijnen - Hans Vultink - Herman Popeijus - Henk de Kleine           | Spanien - José Gálvez Manzano - Alejandro Munoz - Ramon Aguilera - Eduardo Brufau - Claudio Nadal    |
| 3   | 1970/71 | Amersfoort       | Belgien - Tony Schrauwen - Ludo Dielis - Emile Wafflard - Raymond Ceulemans - Laurent Boulanger                                         | Deutschland - Klaus Hose - Siegfried Spielmann - Dieter Müller - Günter Siebert - August Tiedtke     | Frankreich - Delbarre - Jean Galmiche - Jean Lafaille - Roland Dufetelle - Richard Bitalis           |
| 4   | 1972/73 | Amersfoort       | Belgien - Tony Schrauwen - Ludo Dielis - Emile Wafflard - Laurent Boulanger - John van den Branden                                      | Niederlande - Piet Vet - Hans Vultink - Willy Steures - Jean Bessems - Rini van Bracht               | Frankreich - Jean Lafaille - Francis Connesson - Jean Galmiche - Richard Bitalis - Maurice Coyret    |
| 5   | 1974/75 | Amersfoort       | Belgien - Tony Schrauwen - Laurent Boulanger - Ludo Dielis - Raymond Ceulemans - Willy Wesenbeek                                        | Deutschland - Klaus Hose - Dieter Müller - Günter Siebert - Siegfried Spielmann - Dieter Wirtz       | Niederlande - Christ van der Smissen - Hans Vultink - Jean Bessems - Henk de Kleine - Jan Doggen     |
| 6   | 1976/77 | Amersfoort       | Niederlande - Louis Havermans, - Hans Vultink - Christ van der Smissen - Rini van Bracht - Piet Vet                                     | Belgien - Tony Schrauwen - Raymond Ceulemans - Emile Wafflard - Ludo Dielis - Laurent Boulanger      | Österreich - Heinrich Weingartner - Franz Stenzel - Johann Scherz - Kurt Mastny - Wolfgang Anreitter |
| 7   | 1978/79 | Amersfoort       | Niederlande - Louis Havermans - Hans Vultink - Piet Vet - Christ van der Smissen - Rini van Bracht (Ausfall) - Herman Popeijus (Ersatz) | Deutschland - Dieter Wirtz - Klaus Hose - Thomas Wildförster - Dieter Müller - Günter Siebert        | Belgien - Marc de Sutter - Léo Corin - Tony Schrauwen - Ludo Dielis - Raymond Ceulemans              |
| 8   | 1980/81 | Amersfoort       | Niederlande - Jan Arnouts - Hans Vultink - Christ van der Smissen - Louis Havermans - Jos Bongers                                       | Deutschland - Dieter Wirtz - Thomas Wildförster - Klaus Hose - Dieter Müller - Günter Siebert        | Belgien - Willy Wesenbeek - Marc de Sutter - Raymond Ceulemans - Ludo Dielis - Arnold de Paepe       |
| 9   | 1982/83 | Amersfoort       | Niederlande - Piet Vet - Jan Arnouts - Jos Bongers - Christ van der Smissen - Rini van Bracht                                           | Belgien - Raymond Ceulemans - Ludo Dielis - Willy Wesenbeek - Edouard Kusters - Peter Bracke         | Deutschland - Dieter Wirtz - Thomas Wildförster - Klaus Hose - Wolfgang Zenkner - Günter Siebert     |
| 10  | 1984/85 | Amersfoort       | Deutschland - Dieter Wirtz - Thomas Wildförster - Klaus Hose - Wolfgang Zenkner - Dieter Müller                                         | Niederlande - Ad Koorevaar - Jan Arnouts - Hans Vultink - Christ van der Smissen - Rini van Bracht   | Österreich - Heinrich Weingartner - Franz Stenzel - Kurt Mastny - Christoph Pilss - Johann Scherz    |
| 11  | 1989/90 | Nykøbing Falster | Belgien - Peter Bracke - Philip Deraes - Frédéric Caudron - Ludo Dielis - Paul Stroobants                                               | Deutschland - Volker Baten - Fabian Blondeel - Wolfgang Zenkner - Thomas Wildförster - Dieter Müller | Spanien - Rafael Garcia - Juan Albert - Carlos Tuset - Pedro Arnau - José Carrillo                   |
| 12  | 1991/92 | Amersfoort       | Belgien - Tony Schrauwen - Willy Wesenbeek - Peter Bracke - Ludo Dielis - Raymond Ceulemans                                             | Deutschland - Dieter Wirtz - Thomas Wildförster - Klaus Hose - Wolfgang Zenkner - Günter Siebert     | Niederlande - Piet Vet - Hans Vultink - Louis Havermans - Christ van der Smissen - Rini van Bracht   |

Quellen:

## Ewigenliste
| Medaillenränge | 1. | 2. | 3. | Σ  |
| -------------- | -- | -- | -- | -- |
| Belgien        | 6  | 3  | 2  | 11 |
| Niederlande    | 5  | 3  | 2  | 10 |
| Deutschland    | 1  | 6  | 2  | 9  |
| Frankreich     | -  | -  | 2  | 2  |
| Spanien        | -  | -  | 2  | 2  |
| Österreich     | -  | -  | 2  | 2  |